# Championnats d'Europe de course en ligne de canoë-kayak 2010
Navigation
Brandebourg 2009 Belgrade 2011
Les championnats d'Europe de course en ligne de canoë-kayak se déroulent à Trasona, Principauté des Asturies (Espagne) du 2 au 4 juillet 2010.

## Résultats

### Hommes

#### Canoë
| Épreuve    | Or                                                                     | Temps           | Argent                                                                                  | Temps           | Bronze                                                          | Temps           |
| C-1 200 m  | Lituanie Jevgenij Shuklin                                              | 40 s 031        | Ukraine Iurii Cheban                                                                    | 40 s 305        | Russie Ivan Shtyl                                               | 40 s 334        |
| C-1 500 m  | Biélorussie Dzianis Harazha                                            | 1 min 48 s 259  | France Mathieu Goubel                                                                   | 1 min 49 s 876  | Allemagne Tomasz Wylenzek                                       | 1 min 50 s 489  |
| C-1 1000 m | Allemagne Sebastian Brendel                                            | 3 min 59 s 106  | France Mathieu Goubel                                                                   | 3 min 59 s 996  | Hongrie Pál Sarudi                                              | 4 min 00 s 786  |
| C-1 5000 m | Allemagne Ronald Verch                                                 | 23 min 10 s 386 | Espagne Jose Luis Bouza Pregal                                                          | 23 min 18 s 546 | Slovaquie Marian Ostrcil                                        | 23 min 20 s 018 |
| C-2 200 m  | Lituanie Tomas Gadeikis Raimundas Labuckas                             | 35 s 940        | Russie Evgeny Ignatov Ivan Shtyl                                                        | 36 s 322        | Biélorussie Dzmitry Rabchanka Aliaksandr Vauchetski             | 37 s 096        |
| C-2 500 m  | Roumanie Lazar Silviu Dumitrescu Victor Mihalachi                      | 1 min 38 s 642  | Azerbaïdjan Sergiy Bezugliy Maksim Prokopenko                                           | 1 min 38 s 825  | Biélorussie Dzmitry Rabchanka Aliaksandr Vauchetski             | 1 min 39 s 017  |
| C-2 1000 m | Azerbaïdjan Sergiy Bezugliy Maksim Prokopenko                          | 3 min 34 s 115  | Russie Alexey Korovashkov Ilya Pervukhin                                                | 3 min 34 s 745  | Roumanie Lazar Dumitrescu Victor Mihalachi                      | 3 min 34 s 930  |
| C-4 1000 m | Russie Alexander Kostoglod Maxim Opalev Pavel Petrov Kirill Shamshurin | 3 min 17 s 363  | Biélorussie Dzianis Harazha Dzmitry Rabchanka Dzmitry Vaitsishkin Aliaksandr Vauchetski | 3 min 18 s 438  | Allemagne Erik Rebstock Ronald Verch Chris Wend Tomasz Wylenzek | 3 min 19 s 084  |

#### Kayak
| Épreuve    | Or                                                               | Temps           | Argent                                                          | Temps           | Bronze                                                    | Temps           |
| K-1 200 m  | Royaume-Uni Edward McKeever                                      | 35 s 580        | Allemagne Ronald Rauhe                                          | 35 s 747        | Pologne Piotr Siemionowski                                | 36 s 127        |
| K-1 500 m  | Hongrie Tamás Szalai                                             | 1 min 38 s 072  | Suède Anders Gustafsson                                         | 1 min 38 s 881  | Allemagne Max Hoff                                        | 1 min 39 s 062  |
| K-1 1000 m | Allemagne Max Hoff                                               | 3 min 33 s 018  | Biélorussie Aleh Yurenia                                        | 3 min 34 s 148  | Danemark René Holten Poulsen                              | 3 min 35 s 228  |
| K-1 5000 m | Biélorussie Aleh Yurenia                                         | 19 min 55 s 607 | Allemagne Max Hoff                                              | 19 min 58 s 904 | Russie Ilya Medvedev                                      | 20 min 16 s 564 |
| K-2 200 m  | Royaume-Uni Liam Heath Jonathon Schofield                        | 31 s 872        | Espagne Saúl Craviotto Carlos Pérez                             | 31 s 910        | Hongrie István Beé Rudolf Dombi                           | 32 s 202        |
| K-2 500 m  | Biélorussie Vadzim Makhneu Raman Piatrushenka                    | 1 min 28 s 818  | Espagne Saúl Craviotto Carlos Pérez                             | 1 min 29 s 258  | Portugal Fernando Pimenta Emanuel Silva                   | 1 min 29 s 658  |
| K-2 1000 m | Allemagne Martin Hollstein Andreas Ihle                          | 3 min 11 s 283  | Hongrie Zoltán Kammerer Ákos Vereckei                           | 3 min 12 s 198  | Espagne Diego Cosgaya Noriega Emilio Merchan alonso       | 3 min 13 s 843  |
| K-4 1000 m | Allemagne Hendrik Bertz Norman Bröckl Marcus Groß Tim Wieskötter | 2 min 54 s 016  | Hongrie Rudolf Dombi Gergely Hadvina Roland Kökény Tamás Szalai | 2 min 54 s 961  | Tchéquie Daniel Havel Ondrej Horsky Jan Soucek Jan Sterba | 2 min 55 s 316  |

### Dames

#### Canoë
| Épreuve   |                       | Temps |                         | Temps |                              | Temps |
| C-1 200 m | Russie Maria Kazakova |       | Ukraine Iryna Muravyova |       | Hongrie Alexandra Marschalkó |       |

#### Kayak
| Épreuve    | Or                                                                          | Temps          | Argent                                                           | Temps          | Bronze                                                                          | Temps          |
| K-1 200 m  | Hongrie Natasa Janics                                                       | 40 s 405       | Pologne Beata Mikolajczyk                                        | 40 s 505       | Espagne Teresa Portela Rivas                                                    | 40 s 591       |
| K-1 500 m  | Hongrie Danuta Kozák                                                        | 1 min 49 s 010 | Allemagne Katrin Wagner-Augustin                                 | 1 min 49 s 250 | Royaume-Uni Rachel Cawthorn                                                     | 1 min 49 s 564 |
| K-1 1000 m | Royaume-Uni Rachel Cawthorn                                                 | 3 min 58 s 346 | Allemagne Franziska Weber                                        | 4 min 00 s 806 | Pologne Beata Mikolajczyk                                                       | 4 min 01 s 276 |
| K-2 200 m  | Hongrie Natasa Janics Katalin Kovács                                        | 37 s 668       | Slovaquie Ivana Kmetová Martina Kohlová                          | 38 s 059       | Allemagne Fanny Fischer Carolin Leonhardt                                       | 38 s 090       |
| K-2 500 m  | Hongrie Natasa Janics Katalin Kovács                                        | 1 min 39 s 627 | Russie Juliana Salakhova Anastasia Sergeeva                      | 1 min 40 s 190 | Pologne Marta Walczykiewicz Ewelina Wojnarowska                                 | 1 min 41 s 678 |
| K-2 1000 m | Hongrie Tamara Csipes Gabriella Szabó                                       | 3 min 34 s 659 | Russie Juliana Salakhova Anastasia Sergeeva                      | 3 min 36 s 254 | Allemagne Tina Dietze Carolin Leonhardt                                         | 3 min 38 s 769 |
| K-4 500 m  | Allemagne Tina Dietze Fanny Fischer Nicole Reinhardt Katrin Wagner-Augustin | 1 min 30 s 719 | Hongrie Dalma Benedek Tamara Csipes Danuta Kozák Gabriella Szabó | 1 min 30 s 805 | Espagne Beatriz Manchon Sonia Molanes Costa Teresa Portela Rivas Jana Smidakova | 1 min 32 s 914 |

### Handikayak
| Épreuve                | Or                           | Temps    | Argent                             | Temps    | Bronze                     | Temps    |
| K-1 Homme 200 m LTA-TA | Roumanie Iulian Serban (LTA) | 43 s 776 | Autriche Mendy Markus Swoboda (TA) | 44 s 316 | Espagne Garcia Jonas (LTA) | 50 s 504 |

## Tableau des médailles
Épreuves officielles uniquement.
| Rang  | Nation      | Or | Argent | Bronze | Total |
| ----- | ----------- | -- | ------ | ------ | ----- |
| 1     | Allemagne   | 6  | 4      | 5      | 15    |
| 2     | Hongrie     | 3  | 2      | 2      | 7     |
| 3     | Royaume-Uni | 3  | 0      | 2      | 5     |
| 4     | Lituanie    | 2  | 0      | 0      | 2     |
| 5     | Russie      | 1  | 4      | 2      | 7     |
| 6     | Azerbaïdjan | 1  | 1      | 0      | 2     |
| 7     | Roumanie    | 1  | 0      | 1      | 2     |
| 8     | Espagne     | 0  | 3      | 3      | 6     |
| 9     | France      | 0  | 2      | 0      | 2     |
| 10    | Pologne     | 0  | 1      | 2      | 3     |
| 11    | Slovaquie   | 0  | 1      | 1      | 2     |
| 12    | Ukraine     | 0  | 1      | 0      | 1     |
|       | Suède       | 0  | 1      | 0      | 1     |
| 14    | Danemark    | 0  | 0      | 1      | 1     |
|       | Portugal    | 0  | 0      | 1      | 1     |
|       | Tchéquie    | 0  | 0      | 1      | 1     |
| Total |             |    |        |        |       |

## Sources
Résultats officiels